# 누구나 아는 비밀
《누구나 아는 비밀》(스페인어: Todos lo saben, 영어: Everybody Knows)은 2018년 개봉한 미스터리 범죄 심리 스릴러 드라마 영화이다. 아시가르 파르하디가 감독과 각본을 맡았다. 제71회 칸 영화제 개막작으로 선정되었다.

## 줄거리
부에노스아이레스에 사는 라우라가 여동생 결혼식에 참석하기 위해 자녀들을 데리고 마드리드 교외 고향을 찾은 뒤 딸 이레네가 실종된다. 납치범은 30만 유로를 요구하고, 전직 경찰은 친족들도 용의자로 의심해야 한다고 조언한다.
라우라네 하인들 아들인 파코는 과거 라우라네 땅을 싸게 구매했고, 그 이유로 현재 라우라네에서 자신이 그들에게 빚을 졌다고 여기는 걸 알게 된다. 파코는 땅을 팔아 이레네의 몸값을 마련할까 고민하지만 아내 베아가 반대한다. 라우라는 파코에게 이레네가 그의 친딸이라고 고백하지만, 베아는 라우라가 자작극을 벌인 것인지도 모른다고 의심한다.
곧 파코는 이레네가 자신의 친딸이라는 사실이 라우라의 친족들은 물론 주민들조차도 다 아는, 그야말로 누구나 아는 비밀임을 알게 된다.

## 출연진
- 페넬로페 크루스 - 라우라 역
- 하비에르 바르뎀 - 파코 역
- 리카르도 다린 - 알레한드로 역
- 바르바라 레니 - 베아 역
- 인마 쿠에스타 - 아나 역
- 엘비라 밍게스 - 마리아나 역
- 에두아르드 페르난데스 - 페르난도 역
- 사라 살라모 - 로시오 역
- 카를라 캄프라 - 이레네 역
- 로제 카자마조 - 요안 역

## 기타 제작진
- 공동 제작: 안드레아 오키핀티
- 의상: 소니아 그란데